# Lotta Johnsson Fornarve
Lise-Lotte ("Lotta") Kristina Jonsson Fornarve, född 13 april 1956 i Mellösa församling i Södermanlands län, är en svensk politiker (vänsterpartist). Hon är ordinarie riksdagsledamot sedan 2014, invald för Södermanlands läns valkrets. Åren 2018–2022 var hon andre vice talman i riksdagen. Hon nominerades efter riksdagsvalet 2022, där Vänsterpartiet blev fjärde största parti, till tredje vice talman men förlorade omröstningen till Centerpartiets Kerstin Lundgren.[källa behövs]

## Biografi

### Utbildning
Lotta Johnsson Fornarve har läst på fritidspedagogutbildningen vid lärarhögskolan vid Stockholms universitet, folkhögskolelärarutbildningen vid Linköpings universitet och har en filosofie kandidatexamen i socialantropologi vid Linköpings universitet.

### Arbetsliv
Johnsson Fornarve är folkhögskolelärare och SFI-lärare. Mellan åren 1976 och 1994 var hon internationell sekreterare för Isolera Sydafrika-Kommittén (ISAK). Hon har arbetat som SFI-lärare i Norrköpings kommun och Nyköpings kommun fram till och med 2014.

### Föreningsliv
Johnsson Fornarve är styrelseledamot i Vänsterns Internationella Forum (VIF) och ordförande för föreningen Ett Oxelösund för alla. Tidigare har hon innehaft distriktsordförandeposten för Vänsterpartiet i Södermanland 2006–2012 och ledamot av Vänsterpartiets partistyrelse 2010-2016.

### Politisk karriär
Johnsson Fornarve har haft flera politiska förtroendeuppdrag, däribland ledamot av kommunfullmäktige i Linköping 1998–2002, ordförande i kultur- och fritidsnämnden 2010–2014 och ledamot av kommunfullmäktige i Oxelösund 2006–2014. Hon invaldes i Sveriges riksdag 2014.
Hon tog 2017 över som vänsterpartiets försvarspolitiska talesperson efter Stig Henriksson, en post hon innehade fram till valet 2018.
Vid valet av andre vice talman till Sveriges riksdag den 24 september 2018 nominerades Johnsson Fornarve av Vänsterpartiet som motkandidat till Sverigedemokraternas Björn Söder och blev sedermera vald, sedan även Socialdemokraterna och Miljöpartiet ställt sig bakom hennes kandidatur. Enligt Hans Linde hade Vänsterpartiet manat Centerpartiet att, som fjärde största parti, nominera en motkandidat, men då detta inte skett bröt de mot praxis i syfte att förhindra att Söder blev omvald. 
2022 förlorade Johnsson Fornarve talmansposten trots att Vänsterpartiet, med knapp marginal, blivit större än Centerpartiet. Vänsterpartiet nominerade henne till tredje vice talman, vilket enligt praxis var i linje med Vänsterpartiets ställning som fjärde största parti; Centerpartiet hade dock lika många mandat, men fått drygt 2000 färre röster. Johnsson Fornarve förlorade omröstningen mot Centerpartiets Kerstin Lundgren sedan de borgerliga partierna ställt sig bakom henne och Socialdemokraterna lagt ned sina röster.[källa behövs]